# Batrisodes wardi
Batrisodes wardi är en skalbaggsart som beskrevs av Chandler 2003. Batrisodes wardi ingår i släktet Batrisodes och familjen kortvingar. Inga underarter finns listade i Catalogue of Life.